# 王勃

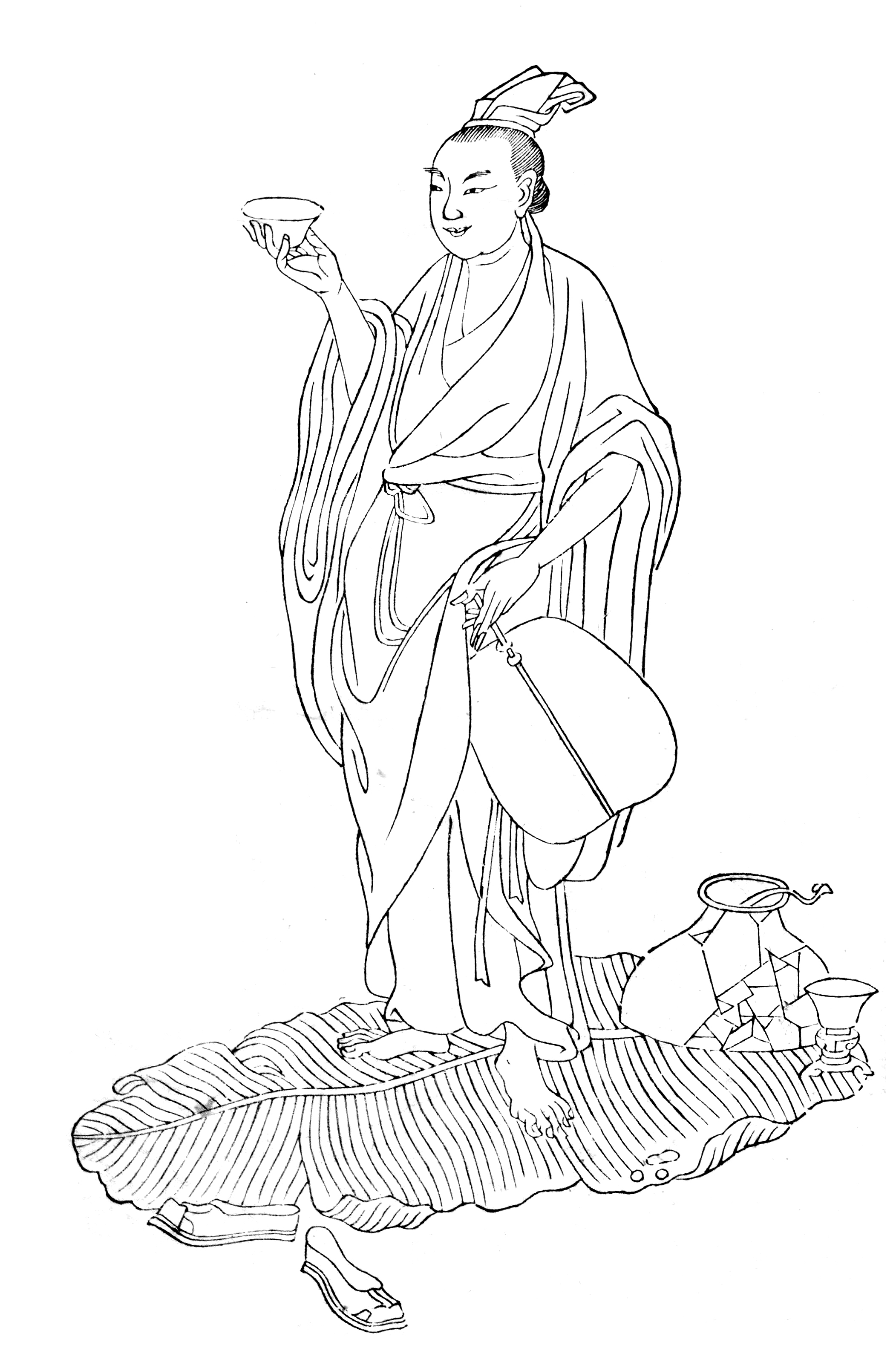
王勃・『晩笑堂竹荘畫傳』より

王 勃（おう ぼつ、650年? − 675年?）は、中国の唐代初期の詩人。字は子安。楊炯・盧照鄰・駱賓王とともに「初唐の四傑」と称せられる。

## 略伝
絳州竜門県（現在の山西省運城市河津市）の出身。祖父の王通は隋末の高名な儒学者で、祖父の弟の王績も詩人として知られた。幼くして神童の誉れ高く、664年に朝散郎となり、ついで高宗の子の沛王李賢の侍読となってその寵を受けたが、諸王の闘鶏を難じた「檄英王鶏文」（英王は後の中宗）を書いて出仕を差し止められ、剣南に左遷された。虢州（現在の河南省三門峡市）の参軍となったときに罪を犯した官奴を匿いきれなくて殺し、除名処分にあった。この事件に連座して交趾の令に左遷された父の王福畤を訪ねる途中、南海を航行する船から転落して溺死した。著に『王子安集』16巻のほか、民国の羅振玉が編集した『王子安集佚文』1巻と、日本に伝わる佚文として、正倉院の『王勃集残』2巻がある。

## 詩
南朝の遺風をのこしながら、盛唐の詩を予感させる新鮮自由な発想が王勃の作品には見られる。二十代の若さでなくなったこの詩人の絶唱として、交趾へ向かう途上に南昌都督が滕王閣で開いた宴会で作ったという「滕王閣序」とその詩（七言古詩）が特に有名である。
| 滕王閣         |                                       |
| 滕王高閣臨江渚 | 滕王の高閣 江渚に臨み                 |
| 珮玉鳴鸞罷歌舞 | 珮玉鳴鸞 歌舞罷む                     |
| 畫棟朝飛南浦雲 | 画棟 朝（あした）に飛ぶ 南浦の雲      |
| 珠簾暮捲西山雨 | 珠簾 暮に捲く 西山の雨                |
| 閑雲潭影日悠悠 | 閑雲 潭に影（うつ）りて 日に悠悠      |
| 物換星移幾度秋 | 物換（かわ）り 星移りて 幾度の秋ぞ    |
| 閣中帝子今何在 | 閣中の帝子 今何（いづ）くにか在る     |
| 檻外長江空自流 | 檻外の長江 空しく自（おのづ）から流る |

## 家族

### 祖父
- 王通

### 大伯父
- 王度

### 大叔父
- 王凝
- 王績
- 王竫

### 父
- 王福畤

### 伯父
- 王福郊

### 兄
- 王勔
- 王勮

### 弟
- 王助
- 王劼
- 王勧

## 伝記資料
- 『旧唐書』巻190 列伝第140上 文苑上
- 『新唐書』巻201 列伝第126 文芸上